# Pierre Agostini
Pierre Agostini (ur. 23 lipca 1941 w Tunisie) – francusko-amerykański fizyk eksperymentalny, od 2005 roku profesor fizyki na Uniwersytecie Stanu Ohio. Wraz z Ferencem Krauszem i Anne L’Huillier laureat Nagrody Nobla w dziedzinie fizyki w 2023 roku.
Wynalazca techniki RABBITT pozwalającej poprzez zastosowanie inferencji na pomiar amplitudy i fazy attosekundowych impulsów świetlnych.
3 października 2023 roku ogłoszono przyznanie mu 1/3 nagrody Nobla za „metody doświadczalne tworzenia attosekundowych impulsów światła do badania dynamiki elektronów w materii”.

## Badania naukowe
W 2001 roku Pierre Agostini zdołał wytworzyć i zbadać serię następujących po sobie impulsów świetlnych, z których każdy trwał zaledwie 250 attosekund. Potencjalne zastosowania impulsów attosekundowych obejmują elektronikę oraz diagnostykę medyczną. Ruchy elektronów inicjują procesy, które tworzą i podtrzymują życie, a także odpowiadają za wymianę energii między światłem a materią. Można je uznać za jedne z najważniejszych ruchów dla ludzkiego życia, rozwijające się w czasie liczonym w setkach attosekund. Impulsy attosekundowe pozwalają uchwycić te ruchy wewnątrz atomów, cząsteczek i ciał stałych. 